# 画法几何
画法几何（Descriptive geometry），有時又稱投影几何，是用一套特殊的程序，將三維的物體繪畫於二維的圖面上。其起源于军事上的应用需要，主要由法國數學家加斯帕爾·蒙日提出。但在此之前，其他数学家已经推演出類似的方法，所以拉普拉斯在听了蒙日讲述画法几何之后，称：「在未听这个讲座之前，我不知道自己懂得画法几何。」
三視圖是畫法幾何很重要的東西,粉別為俯視 前視 側視圖
```
  俯視能看到的為  深 寬度
   
  前視能看到的為  寬 高度
```

```
  側視能看到的為  高 深度
```

```
 只要知道其中的兩個視圖就能推測出第三種試圖的樣子  這就是畫法幾何的三三三法則
```

畫法幾何 可用於描述物體在空間中的位置

## 基本原理
－选择一个物品。
－将这个物品投射成两个相互垂直的投影图。图的方向任意。
－每一个投影图有三个维度；两个维度为原尺寸，图像的两个轴互相垂直；一个维度是隐藏的，因为一个图像只能显示两个维度。这个隐藏的维度又被称为'point view dimension'。在一个point view dimension里面，一条线的两个终端相交并重叠。
－两个相邻的投影图可以将物品在三维空间的信息记录下来。从这两个图像中我们可以推断出第三个图，随后第四个，第五个...这些图相互间垂直，这样它们可以从不同面展现物品。
－每个投影面所用的维度在其他垂直投影面中都是point view dimension。
畫法幾何

## 衍生閱讀
- E. T. Bell, 《Man of Mathematics》, Dover Publications, New York, 1963. （中译名为《数学精英》）

## 外部連結
- 画法几何，知識庫：機械製造工藝專家系統